# 柯尔斯滕·汤姆森
柯尔斯滕·汤姆森（英語：Kirsten Thomson，1983年9月27日—），澳大利亚女子游泳运动员。她曾代表澳大利亚参加2000年夏季奥林匹克运动会游泳比赛，获得女子4×200米自由泳接力银牌。